# Sylke Otto
Pour les articles homonymes, voir Otto.
Sylke Otto, née le 7 juillet 1969 à Chemnitz (Karl-Marx-Stadt), est une lugeuse allemande.
Gagnante de la coupe du monde à quatre reprises, elle est aussi fois plusieurs championnes du monde et d'Europe. Aux Jeux olympiques de Turin en 2006, elle a conservé son titre olympique gagné à Salt Lake City.
Elle a mis un terme à sa carrière le 12 janvier 2007 en raison de sa grossesse. Elle met au monde une fille prénommé Sina le 29 mai 2007.

## Palmarès

### Jeux olympiques
- Médaille d'or en luge simple en 2002, aux Jeux olympiques d'hiver de 2002 à Salt Lake City
- Médaille d'or en luge simple en 2006, aux Jeux olympiques d'hiver de 2006 à Turin

### Championnats du monde
- Médaille d'or en luge simple en 2000 à St. Moritz.
- Médaille d'or en luge simple en 2001 à Calgary.
- Médaille d'or en luge simple en 2003 à Sigulda.
- Médaille d'or par équipes mixtes en 2003 à Sigulda.
- Médaille d'or en luge simple en 2005 à Park City.
- Médaille d'or par équipes mixtes en 2005 à Park City.
- Médaille d'argent par équipes mixtes en 1997 à Innsbruck.
- Médaille d'argent par équipes mixtes en 2000 à St. Moritz.
- Médaille d'argent par équipes mixtes en 2001 à Calgary.
- Médaille de bronze en luge simple en 1999 à Königssee.
- Médaille de bronze par équipes mixtes en 1999 à Königssee.
- Médaille de bronze en luge simple en 2004 à Nagano.

### Coupe du monde
- 5 gros globe de cristal en individuel : 1995,  2000, 2003 et 2007.
- 68 podiums individuels : 
  - en simple : 37 victoires, 23 deuxièmes places et 8 troisièmes places.
- 3 podiums en relais : 3 victoires.

### Championnats d'Europe
- médaille d'or du simple en 2000 et 2002.
- médaille d'or par équipes en 1990, 1992 et 2000.
- médaille d'argent du simple en 1992.
- médaille d'argent par équipes en 2002.
- médaille de bronze du simple en 2004.